# Cyanoforme
Le cyanoforme ou tricyanométhane est un composé organique, un dérivé du méthane avec trois groupes nitriles. Pendant de nombreuses années, les chimistes n'ont pas été capables de l'isoler en tant que composé pur qui est un acide fort. Cependant, en septembre 2015, des articles indiquent que cet acide a été isolé,.
Des solutions diluées de cet acide, ainsi que ces sels, sont connues depuis longtemps. Le cyanoforme est une des formes les plus acides des carbanions avec un pKa estimé à -5,1 dans l’eau et un pKa mesuré à 5,1 dans l'acetonitrile. La réaction de l'acide sulfurique avec le tricyanométhanure de sodium dans l'eau (une réaction essayée pour la première fois par H. Schmidtmann en 1896 avec des résultats non concluants) forme l’hydrate (NC)3C−H3O+ ou du (Z)-3-amino-2-cyano-3-hydroxyacrylamide (H2N)(OH)C=C(CN)CONH2 en fonction des conditions. La réaction du chlorure d'hydrogène gazeux (HCl) avec du tricyanométhanure dissous dans du tétrahydrofurane forme le 1-chloro-1-amino-2,2-dicyanoéthène ((NC)2C=C(NH2)Cl) et ses tautomères[Lesquels ?].
Le cyanoforme se décompose à température ambiante. En septembre 2015, le cyanoforme est isolé avec succès par une équipe de chimistes de l'université Ludwig Maximilian de Munich. L'équipe a découvert que le cyanoforme est stable à des températures inférieures à –40 °C. L'expérience confirme que le cyanoforme liquide est incolore.